# Mikael Johnsen
Mikael Johnsen (* 4. Februar 1992) ist ein dänischer Leichtathlet, der sich auf den Mittelstreckenlauf fokussiert hat.

## Sportliche Laufbahn
Erste internationale Erfahrungen sammelte Mikael Johnsen im Jahr 2021, als er bei den Halleneuropameisterschaften in Toruń im 1500-Meter-Lauf mit 3:43,76 min in der ersten Runde ausschied. 2023 wurde er bei der 2. Liga der Team-Europameisterschaft im Rahmen der Europaspiele in Chorzów in 14:05,65 min Fünfter über 5000 Meter. Im Jahr darauf gelangte sie bei den Crosslauf-Europameisterschaften 2024 in Antalya nach 23:53 min 57. im Einzelrennen und der Premiere der Straßenlauf-Europameisterschaften 2025 in Löwen wurde er in 1:04:53 h 27. im Halbmarathon.
2023 wurde Johnsen dänischer Meister im 5000-Meter-Lauf sowie im 10-km-Straßenlauf. Zudem wurde er 2020 Hallenmeister über 1500 Meter sowie 2023 über 3000 Meter.

## Persönliche Bestzeiten
- 1500 Meter: 3:38,69 min, 6. September 2020 in Heusden-Zolder
  - 1500 Meter (Halle): 3:43,2 s, 26. Januar 2021 in Randers
- 3000 Meter: 8:11,94 min, 5. Juni 2018 in Aarhus
  - 3000 Meter (Halle): 7:56,53 min, 16. Januar 2021 in Skive
- 5000 Meter: 13:42,34 min, 11. Mai 2024 in Karlsruhe
- 10-km-Straßenlauf: 29:10 min, 22. April 2023 in Aarhus
- Halbmarathon: 1:03:50 h, 18. September 2022 in Kopenhagen